# Premi Confuci de la Pau

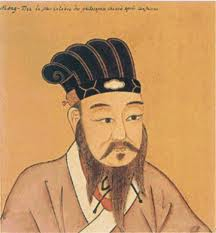
Retrat de Confuci

El Premi Confuci de la Pau (en xinès: 孔子和平奖) és un guardó que, segons els seus creadors, promou la pau des d'una perspectiva confuciana. Porta el nom del pensador Confuci (551 aC al 479 aC). El guardó consisteix en una medalla d'or amb el retrat d'en Confuci a la qual s'acompanya un certificat i diners en efectiu.
Va ser instituït per primer cop l'any 2010 com a resposta a l'atorgament del premi del Novel de la Pau a l'activista xinès Liu Xiaobo, conegut per la seva defensa en pro dels Drets Humans i reformes a la República Popular de la Xina, govern que el detingué el 8 de desembre del 2008 per haver participat en la signatura de la Carta 08. El premi ha estat concedit d'ençà la seva creació a Fidel Castro, Vladímir Putin, Kofi Annan, entre d'altres. Segons pot explicar-ne la premsa, a més de professors en sociologia i especialistes en cultura xinesa, el premi "és una manera de desaculturitzar és un rebuig de la cultura dominant d'Occident". És, segons aquesta, una nova manera de fer-se "la guerra freda culturalment". Amb el premi l'estat xinès estaria "institucionalitzant" la cultura xinesa.